# Liste der Monuments historiques in Saint-Dizier
Die Liste der Monuments historiques in Saint-Dizier führt die Monuments historiques in der französischen Gemeinde Saint-Dizier auf.

## Liste der Immobilien
| Bezeichnung                       | Beschreibung                                                                           | Standort                                   | Kennzeichnung | Schutzstatus | Datum | Bild           |
| --------------------------------- | -------------------------------------------------------------------------------------- | ------------------------------------------ | ------------- | ------------ | ----- | -------------- |
| Maison „Au Petit-Paris“           | auch Maison Marcel Dhièvre; reich dekoriertes Wohnhaus, zwischen 1950 und 1970         | 476–478 avenue de la République (Lage)     | PA00079229    | Inscrit      | 1984  | weitere Bilder |
| Wohnhaus                          | Fachwerkhaus, 15. Jahrhundert                                                          | 17 rue Émile-Giros, 17–19 rue Catel (Lage) | PA00079227    | Classé       | 1945  | weitere Bilder |
| Kirche Notre-Dame                 | ab dem 13. Jahrhundert                                                                 | Rue Émile-Giros (Lage)                     | PA00079223    | Inscrit      | 1990  | weitere Bilder |
| Kirchenruine Notre-Dame           | um 1200 erbaut, im Zweiten Weltkrieg zerstört                                          | Hoëricourt, route de Moëslains (Lage)      | PA00079225    | Inscrit      | 1925  | weitere Bilder |
| Maison Mougeot                    | Hôtel particulier, drittes Viertel des 18. Jahrhunderts                                | 19 rue de la Victoire (Lage)               | PA00079230    | Inscrit      | 1989  | weitere Bilder |
| Kirche St-Martin                  | Portal, 13. Jahrhundert                                                                | Gigny, place du Général-de-Gaulle (Lage)   | PA00079224    | Inscrit      | 1974  | weitere Bilder |
| Kirche St-Martin                  | aus dem 16. und 17. Jahrhundert                                                        | La Noue, place de la République (Lage)     | PA00079226    | Inscrit      | 1925  | weitere Bilder |
| Wohn- und Geschäftshaus           | Fachwerkhaus                                                                           | 31 rue Émile-Giros (Lage)                  | PA00079228    | Inscrit      | 1971  | weitere Bilder |
| Kloster der Dames-de-l’Assomption | Kapelle, 1866, Architekt Hubert-Nicolas Fisbach                                        | Rue Godard-Jeanson (Lage)                  | PA00079231    | Inscrit      | 1981  | weitere Bilder |
| Château de Saint-Dizier           | Burg, 13. Jahrhundert; Bastion „Le Cavalier“, 16. Jahrhundert                          | Rue Gambetta (Lage)                        | PA00132595    | Inscrit      | 1994  | weitere Bilder |
| Städtisches Theater               | 1861 erbaut, Architekt Hubert-Nicolas Fisbach, 1906 erweitert, Architekt Émile Ferrant | Place Aristide-Briand (Lage)               | PA52000027    | Inscrit      | 2007  | weitere Bilder |
| Kirche St-Charles                 | 1894/95 erbaut, Architekt Charles Albert de Vathaire                                   | Marnaval, rue de Savoie (Lage)             | PA52000041    | Inscrit      | 2022  | weitere Bilder |

## Liste der Objekte
| Bezeichnung                               | Beschreibung | Standort                                | Kennzeichnung | Schutzstatus | Datum     | Bild           |
| ----------------------------------------- | --- | --------------------------------------- | ------------- | ------------ | --------- | -------------- |
| Nikolausaltar                             | Retabel und Skulptur; Stein, 18. Jahrhundert | La Noue, in der Kirche St-Martin (Lage) | PM52001091    | Classé       | 1961      |                |
| Grablegungsgruppe                         | Stein, 16. Jahrhundert | in der Kirche Notre-Dame (Lage)         | PM52001077    | Classé       | 1961      | weitere Bilder |
| Orgel (1)                                 | Ensemble aus PM52001083 und PM52001082 | in der Kirche Notre-Dame (Lage)         | PM52001503    | Classé       | 1975 1974 |                |
| Orgelprospekt                             | um 1750 von Jacques Cochu für das Kloster Larrivour in Lusigny-sur-Barse gebaut, 1791/92 durch Jean Richard nach Saint-Dizier versetzt, 1862 verändert                           | in der Kirche Notre-Dame (Lage)         | PM52001083    | Classé       | 1975      |                |
| Instrumentalteil der Orgel (1)            | um 1750 von Jacques Cochu für das Kloster Larrivour in Lusigny-sur-Barse gebaut, 1791/92 durch Jean Richard nach Saint-Dizier versetzt, 1862 von Aristide Cavaillé-Coll umgebaut | in der Kirche Notre-Dame (Lage)         | PM52001082    | Classé       | 1974      |                |
| Hauptaltar                                | Altartisch, Tabernakel und Retabel; Holz, vergoldet, 18. Jahrhundert | La Noue, in der Kirche St-Martin (Lage) | PM52001084    | Classé       | 1961      |                |
| Skulptur Madonna mit Kind (1)             | Stein, Anfang des 17. Jahrhunderts | La Noue, in der Kirche St-Martin (Lage) | PM52001085    | Classé       | 1961      |                |
| Gemälde Auferstehung                      | Ölfarbe auf Leinwand, 18. Jahrhundert; nach Charles André van Loo | La Noue, in der Kirche St-Martin (Lage) | PM52001839    | Inscrit      | 2000      |                |
| Skulptur Christus in der Rast             | Stein, 16. Jahrhundert | in der Kirche Notre-Dame (Lage)         | PM52001078    | Classé       | 1961      |                |
| Skulptur Heiliger Theobald                | Holz, farbig gefasst, 16. Jahrhundert | La Noue, in der Kirche St-Martin (Lage) | PM52001087    | Classé       | 1961      |                |
| Marienaltar                               | Retabel und Skulptur; Stein, 18. Jahrhundert | La Noue, in der Kirche St-Martin (Lage) | PM52001090    | Classé       | 1961      |                |
| Gemälde Kreuztragung                      | Ölfarbe auf Leinwand, Ende des 16. Jahrhunderts | La Noue, in der Kirche St-Martin (Lage) | PM52001092    | Classé       | 1971      |                |
| Gemälde Rebekka und Eliezer am Brunnen    | Ölfarbe auf Holz, 16. Jahrhundert; vermutlich nach Marten de Vos | La Noue, in der Kirche St-Martin (Lage) | PM52001093    | Classé       | 1988      |                |
| Skulptur eines heiligen Bischofs          | Holz, 18. Jahrhundert | La Noue, in der Kirche St-Martin (Lage) | PM52001089    | Classé       | 1961      |                |
| Gemälde Christus und Veronika             | Ölfarbe auf Leinwand, 16. Jahrhundert; nach Friedrich Sustris | La Noue, in der Kirche St-Martin (Lage) | PM52001094    | Classé       | 1988      |                |
| Orgel (2)                                 | Haupteintrag für PM52001505 | Gigny, in der Kirche St-Martin (Lage)   | PM52001504    | Inscrit      | 1989      |                |
| Instrumentalteil der Orgel (2)            | um 1875 von Paul Chazelle gebaut | Gigny, in der Kirche St-Martin (Lage)   | PM52001505    | Inscrit      | 1989      |                |
| Gemälde Kreuzabnahme                      | Ölfarbe auf Leinwand, 17. Jahrhundert | La Noue, in der Kirche St-Martin (Lage) | PM52001430    | Classé       | 2000      |                |
| Kruzifixus                                | aus dem 17. Jahrhundert | La Noue, in der Kirche St-Martin (Lage) | PM52002097    | Inscrit      | 2011      |                |
| Gemälde Jesus bei Martha und Maria        | |                                         | PM52002098    | Inscrit      | 2011      |                |
| Skulptur Madonna mit Kind (2)             | Stein, farbig gefasst, 14. Jahrhundert | in der Kirche Notre-Dame (Lage)         | PM52001076    | Classé       | 1908      |                |
| Skulptur Heiliger Nikolaus (1)            | Stein, 16. Jahrhundert | in der Kirche Notre-Dame (Lage)         | PM52001079    | Classé       | 1961      |                |
| Kelch und Patene                          | Silber, vergoldet, 17. Jahrhundert | in der Kirche Notre-Dame (Lage)         | PM52001080    | Classé       | 1961      |                |
| Weihwasserbecken                          | Gusseisen, bezeichnet 1659 | in der Kirche Notre-Dame (Lage)         | PM52001081    | Classé       | 1965      |                |
| Skulptur Heiliger Nikolaus (2)            | Holz, 16. Jahrhundert | La Noue, in der Kirche St-Martin (Lage) | PM52001086    | Classé       | 1961      |                |
| Kanzel                                    | Holz, 17. Jahrhundert | La Noue, in der Kirche St-Martin (Lage) | PM52001088    | Classé       | 1961      |                |
| Gemälde Mariä Himmelfahrt                 | Ölfarbe auf Leinwand, erste Hälfte des 17. Jahrhunderts, Nicolas Colombel zugeschrieben                                                                                          | in der Kirche Notre-Dame (Lage)         | PM52001463    | Classé       | 2006      |                |
| Chororgel                                 | Haupteintrag für PM52001331 | in der Kirche Notre-Dame (Lage)         | PM52001502    | Classé       | 1990      |                |
| Instrumentalteil der Chororgel            | 1848 gebaut | in der Kirche Notre-Dame (Lage)         | PM52001331    | Classé       | 1990      |                |
| Chorgestühl                               | Holz, Ende des 18. Jahrhunderts | in der Kirche Notre-Dame (Lage)         | PM52002095    | Inscrit      | 2011      |                |
| Gemälde Martyrium der heiligen Margaretha | um 1800 | in der Kirche Notre-Dame (Lage)         | PM52002096    | Inscrit      | 2011      |                |